# Färöische Fußballmeisterschaft der Frauen 2015
Die Färöische Fußballmeisterschaft der Frauen 2015 wurde in der 1. Deild genannten ersten färöischen Liga ausgetragen und war insgesamt die 31. Saison. Sie startete am 22. März 2015 und endete am 10. Oktober 2015 mit dem Spiel zwischen EB/Streymur/Skála und KÍ Klaksvík.
AB Argir/B36 Tórshavn war durch die Fusion von AB Argir und B36 Tórshavn der 29. Teilnehmer der höchsten Spielklasse. Meister wurde Titelverteidiger KÍ Klaksvík, die den Titel somit zum 16. Mal in Folge und zum 17. Mal insgesamt erringen konnten.
Im Vergleich zur Vorsaison verbesserte sich die Torquote auf 4,76 pro Spiel, was den höchsten Schnitt seit 2010 bedeutete. Den höchsten Sieg erzielte KÍ Klaksvík durch ein 10:1 im Heimspiel gegen AB Argir/B36 Tórshavn am dritten Spieltag, was zugleich neben dem 2:9 im Spiel zwischen AB Argir/B36 Tórshavn und HB Tórshavn das torreichste Spiel darstellte.

## Modus
Durch die Reduzierung auf fünf Mannschaften in der 1. Deild spielt jedes Team nun an 25 Spieltagen jeweils fünf Mal gegen jedes andere. Die punktbeste Mannschaft zu Saisonende stand als Meister dieser Liga fest.

## Saisonverlauf
KÍ Klaksvík gewann die ersten sechs Saisonspiele und gab erst beim 1:1 im Auswärtsspiel gegen EB/Streymur/Skála die ersten Punkte ab, die sie bei der ersten Begegnung mit 4:0 besiegen konnten. Auch die nächsten beiden Duelle konnte KÍ mit jeweils 1:0 für sich entscheiden. Nach dem 15. Sieg im 16. Spiel, einem 6:0 im Heimspiel gegen ÍF/Víkingur und einem 13-Punkte-Vorsprung vor EBS/Skála war die Meisterschaft entschieden. Am letzten Spieltag kassierte KÍ Klaksvík gegen seinen Verfolger EB/Streymur/Skála mit einem 1:2 auf fremden Platz die einzige Niederlage.

## Tabelle
| Pl. | Verein                  | Sp. | S  | U | N  | Tore    | Diff. | Punkte |
| --- | ----------------------- | --- | -- | - | -- | ------- | ----- | ------ |
| 1.  | KÍ Klaksvík (M, P)      | 20  | 17 | 2 | 1  | 082:110 | +71   | 53     |
| 2.  | EB/Streymur/Skála       | 20  | 13 | 3 | 4  | 067:220 | +45   | 42     |
| 3.  | HB Tórshavn             | 20  | 10 | 3 | 7  | 059:350 | +24   | 33     |
| 4.  | ÍF/Víkingur             | 20  | 4  | 3 | 13 | 019:620 | −43   | 15     |
| 5.  | AB Argir/B36 Tórshavn 1 | 20  | 0  | 1 | 19 | 009:106 | −97   | 01     |

| (N) | Aufsteiger       |
| (M) | Meister 2014     |
| (P) | Pokalsieger 2014 |

## Spiele und Ergebnisse
|                       | AB/B36 | AB/B36 | AB/B36 | EBS/Skála | EBS/Skála | EBS/Skála | HB  | HB  | HB  | ÍF/Vík | ÍF/Vík | ÍF/Vík | KÍ  | KÍ  | KÍ  |
| --------------------- | ------ | ------ | ------ | --------- | --------- | --------- | --- | --- | --- | ------ | ------ | ------ | --- | --- | --- |
| AB Argir/B36 Tórshavn |        |        |        | 1:7       | 1:5       |           | 1:5 | 0:5 | 2:9 | 0:3    | 2:1 2  | 1:1    | 0:7 | 0:4 |     |
| EB/Streymur/Skála     | 5:2    | 7:0    | 8:0    |           |           |           | 1:1 | 4:0 |     | 2:0    | 4:2    |        | 2:2 | 0:1 | 2:1 |
| HB Tórshavn           | 8:0    | 3:0    |        | 1:4       | 1:2       | 3:2       |     |     |     | 3:0    | 5:0    | 3:0    | 0:2 | 1:4 |     |
| ÍF/Víkingur           | 2:0    | 3:0    |        | 0:5       | 1:1       | 0:6       | 2:2 | 1:5 |     |        |        |        | 0:7 | 0:3 | 1:2 |
| KÍ Klaksvík           | 10:10  | 5:0    | 6:0    | 4:0       | 1:0       |           | 5:1 | 4:2 | 1:1 | 7:0    | 6:0    |        |     |     |     |

## Torschützenliste
Bei gleicher Anzahl von Treffern sind die Spielerinnen nach dem Nachnamen alphabetisch geordnet.
| Platz | Spieler           | Mannschaft        | Tore |
| ----- | ----------------- | ----------------- | ---- |
| 1     | Heidi Sevdal      | HB Tórshavn       | 22   |
| 1     | Maria Thomsen     | KÍ Klaksvík       | 22   |
| 3     | Margunn Lindholm  | EB/Streymur/Skála | 17   |
| 4     | Milja Simonsen    | HB Tórshavn       | 15   |
| 5     | Rannvá Andreasen  | KÍ Klaksvík       | 13   |
| 5     | Malena Josephsen  | KÍ Klaksvík       | 13   |
| 7     | Íðunn Magnussen   | EB/Streymur/Skála | 11   |
| 8     | Lív Arge          | HB Tórshavn       | 09   |
| 9     | Fríðrún Danielsen | EB/Streymur/Skála | 08   |
| 10    | Durita Hummeland  | EB/Streymur/Skála | 07   |
| 10    | Sigrid Jacobsen   | KÍ Klaksvík       | 07   |
| 10    | Eyðvør Klakstein  | KÍ Klaksvík       | 07   |
| 10    | Ansy Sevdal       | EB/Streymur/Skála | 07   |

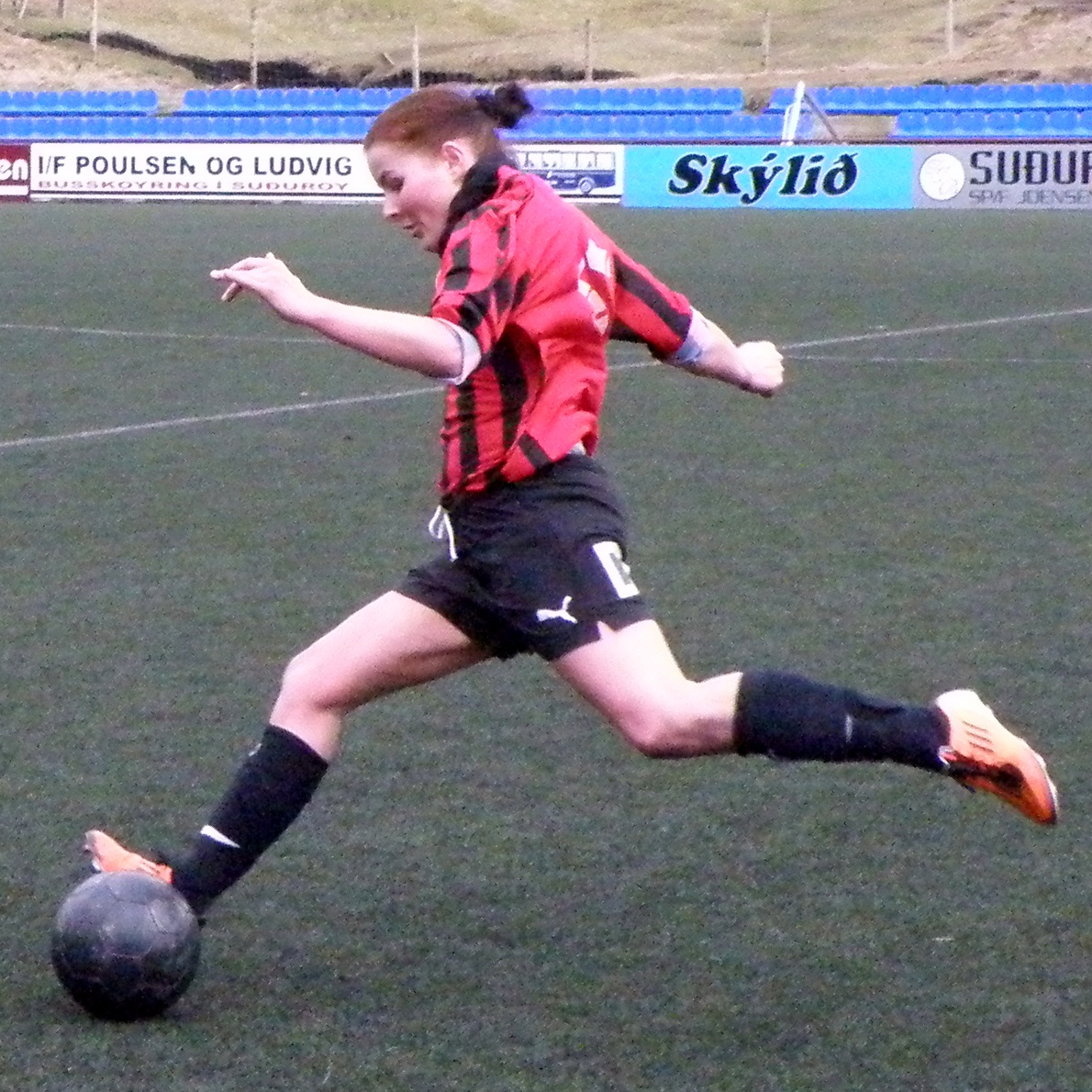
Torschützenkönigin Heidi Sevdal

Dies war nach 2013 und 2014 der dritte Titel für Heidi Sevdal.

## Trainer
| Mannschaft            | Trainer              | Spieltage |
| --------------------- | -------------------- | --------- |
| AB Argir/B36 Tórshavn | Aleksandar Đorđević  | 01–25     |
| EB/Streymur/Skála     | Poul G. Olsen        | 01–25     |
| HB Tórshavn           | Lennard Petersen     | 01–25     |
| ÍF/Víkingur           | Erik Ernesto Nielsen | 01–25     |
| KÍ Klaksvík           | unbekannt            | 01–25     |

Während der Saison gab es keine Trainerwechsel.

## Spielstätten
In Klammern sind bei mehreren aufgeführten Stadien die Anzahl der dort ausgetragenen Spiele angegeben.
| Mannschaft            | Stadion              | Spielort     |
| --------------------- | -------------------- | ------------ |
| AB Argir/B36 Tórshavn | Skansi Arena (6)     | Argir        |
| AB Argir/B36 Tórshavn | Gundadalur (4)       | Tórshavn     |
| EB/Streymur/Skála     | við Margáir (6)      | Streymnes    |
| EB/Streymur/Skála     | Undir Mýruhjalla (4) | Skáli        |
| HB Tórshavn           | Gundadalur           | Tórshavn     |
| ÍF/Víkingur           | Sarpugerði (6)       | Norðragøta   |
| ÍF/Víkingur           | Í Fløtugerði (4)     | Fuglafjørður |
| KÍ Klaksvík           | Við Djúpumýrar       | Klaksvík     |

## Schiedsrichter
Folgende Schiedsrichter leiteten die 50 ausgetragenen Erstligaspiele:
| Name                  | Stammverein       | Spiele |
| --------------------- | ----------------- | ------ |
| Hans Eiler Hammer     | B68 Toftir        | 08     |
| Ottar í Funningsstovu | AB Argir          | 06     |
| Áron Sofus Vest       | KÍ Klaksvík       | 05     |
| Oda Andreasen         | HB Tórshavn       | 04     |
| Kristian Dahl         | AB Argir          | 02     |
| Jørleif Djurhuus      | Skála ÍF          | 02     |
| Janus Fossdalsá       | B68 Toftir        | 02     |
| Magnus Jørmundsson    | ÍF Fuglafjørður   | 02     |
| Bjørgvin Lenvig       | FF Giza/FC Hoyvík | 02     |
| Stephan Petursson     | FF Giza/FC Hoyvík | 02     |
| Arni Rasmussen        | Víkingur Gøta     | 02     |

Weitere 13 Schiedsrichter leiteten jeweils ein Spiel.

## Die Meistermannschaft
In Klammern sind die Anzahl der Einsätze sowie die dabei erzielten Tore genannt.
| 1. | KÍ Klaksvík |
|    | Katrina Akursmørk (17/2) \| Rannvá Andreasen (13/13) \| Erla Christiansen (16/3) \| Olga Kristina Hansen (15/3) \| Ana Ivanov (17/1) \| Liljan Jacobsen (8/1) \| Sigrid Jacobsen (19/7) \| Lisa Joensen (3/0) \| Gudny Johannesen (16/2) \| Amanda Johannessen (6/0) \| Malena Josephsen (17/13) \| Bára Klakstein (19/0) \| Eyðvør Klakstein (16/7) \| Jóhanna í Króki (4/0) \| Evy á Lakjuni (7/0) \| Tóra Mohr (6/0) \| Hervør Olsen (8/4) \| Ragna Patawary (17/0) \| Sofía Purkhús (1/0) \| Sigrun Sirdal (11/1) \| Ása Thomsen (19/2) \| Maria Thomsen (18/22) ohne Einsatz: Annika Ragna Christiansen \| Jutta Mikladal - Trainer: unbekannt |

## Nationaler Pokal
Im Landespokal gewann Meister KÍ Klaksvík mit 1:0 gegen EB/Streymur/Skála und erreichte dadurch das Double.

## Europapokal
2015/16 spielte KÍ Klaksvík als Meister des Vorjahres in der Qualifikationsrunde der UEFA Women’s Champions League. Nach einem 1:2 gegen Apollon Limassol (Zypern) folgten ein 0:4 gegen UMF Stjarnan (Island) sowie ein 3:3 gegen Hibernians Football Club (Malta). Die Gruppe wurde somit auf dem dritten Platz beendet.